# آلبرت باسرمن
آلبرت باسرمن (انگلیسی: Albert Basserman؛ ۷ سپتامبر ۱۸۶۷ – ۱۵ مارس ۱۹۵۲) هنرپیشه اهل آلمان بود.
از فیلم‌هایی که وی در آن نقش داشته است، می‌توان به مادام کوری، خبرنگار خارجی، دیگری و نوت راکنی آمریکایی اشاره کرد.